# Broučkova Lhota
Broučkova Lhota (německy Broutschek Lhota) je část obce Chotoviny v okrese Tábor v Jihočeském kraji. V roce 2011 zde trvale žilo devět obyvatel.

## Historie
První písemná zmínka o vesnici pochází z roku 1470.
Broučkova Lhota se původně nazývala Lhavá Lhotka a do roku 1470 příslušela k majetku soběslavského faráře Petra. V 16. století byla zvána Malá Lhota. Podle Berní ruly z roku 1654 patřila Malá Lhota panu Myslíkovi z Hyršova a byla součástí nově vytvořeného statku Jeníčkova Lhota.
Současné jméno dala vsi rodina Broučkova, která sem přišla z Pacova. Broučkova Lhota náležela a náleží k farnosti Chotoviny.
V roce 1862 stálo v Broučkově Lhotě 12 domů se 111 katolíky a 5 Židy. V roce 1910 bylo ve Lhotě již 22 stavení se 146 českými obyvateli.
Součástí obce byl hospodářský dvůr Audičov, který se nacházel nedaleko Oudičovského rybníka v katastru obce.

## Obyvatelstvo
| Rok            | 1869 | 1880 | 1890 | 1900 | 1910 | 1921 | 1930 | 1950 | 1961 | 1970 | 1980 | 1991 | 2001 | 2011 | 2021 |
| -------------- | ---- | ---- | ---- | ---- | ---- | ---- | ---- | ---- | ---- | ---- | ---- | ---- | ---- | ---- | ---- |
| Počet obyvatel | 147  | 178  | 175  | 172  | 146  | 140  | 111  | 88   | 75   | 49   | 41   | 20   | 17   | 9    | 28   |
| Počet domů     | 15   | 18   | 20   | 22   | 22   | 22   | 21   | 19   | 19   | 16   | 12   | 19   | 19   | 19   | 21   |

## Obecní správa
Při sčítání lidu v letech 1850–1949 Broučkova Lhota byla osadou obce Jeníčkova Lhota v okrese Tábor. V letech 1950–1960 byla samostatnou obcí v okrese Tábor. V letech 1961–1975 byla znovu částí obce Jeníčkova Lhota v okrese Tábor. Od 1. července 1975 je částí obce Chotoviny v okrese Tábor.

## Galerie

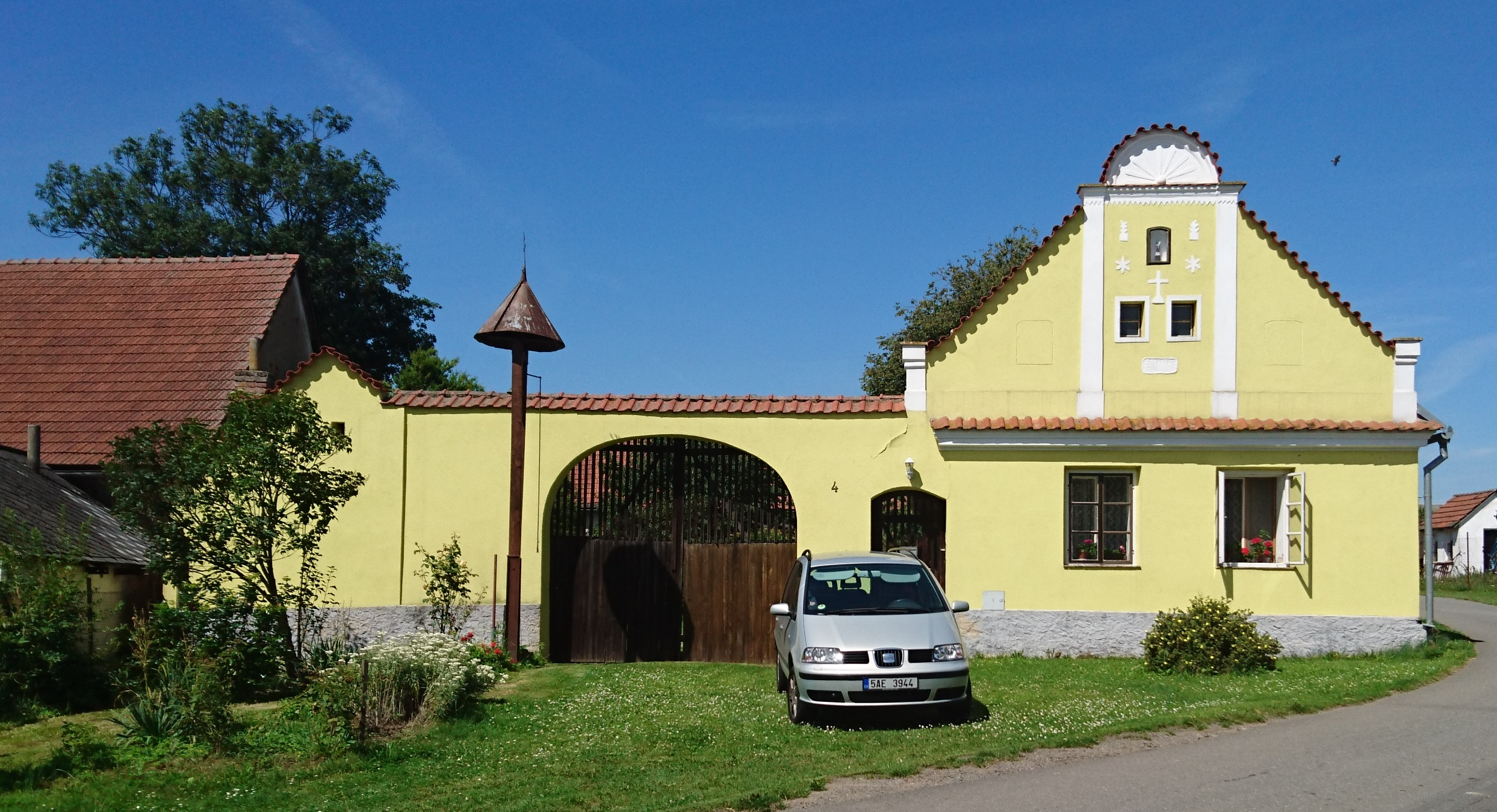
Statek čp. 4
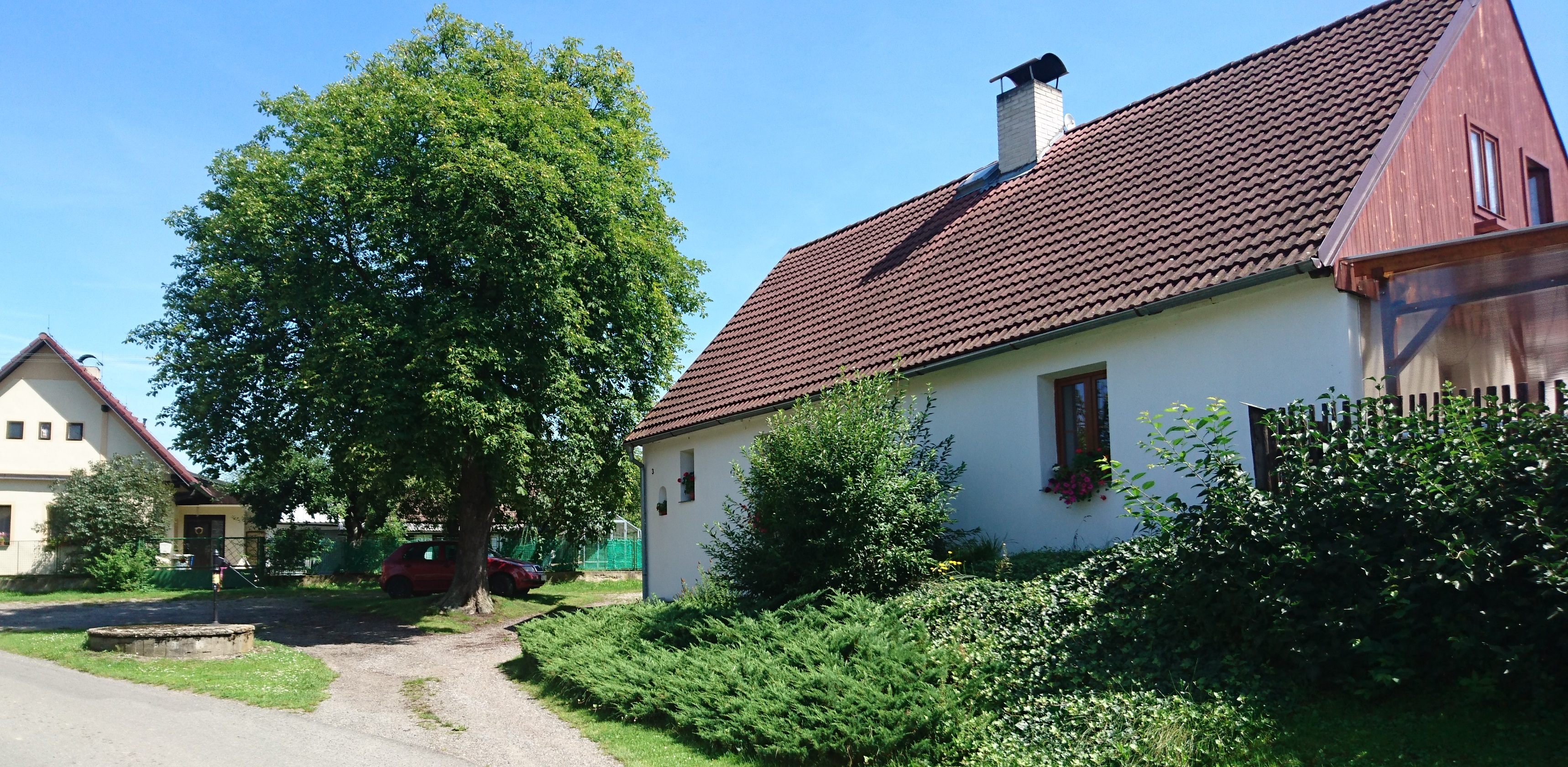
Náves s kaštanem
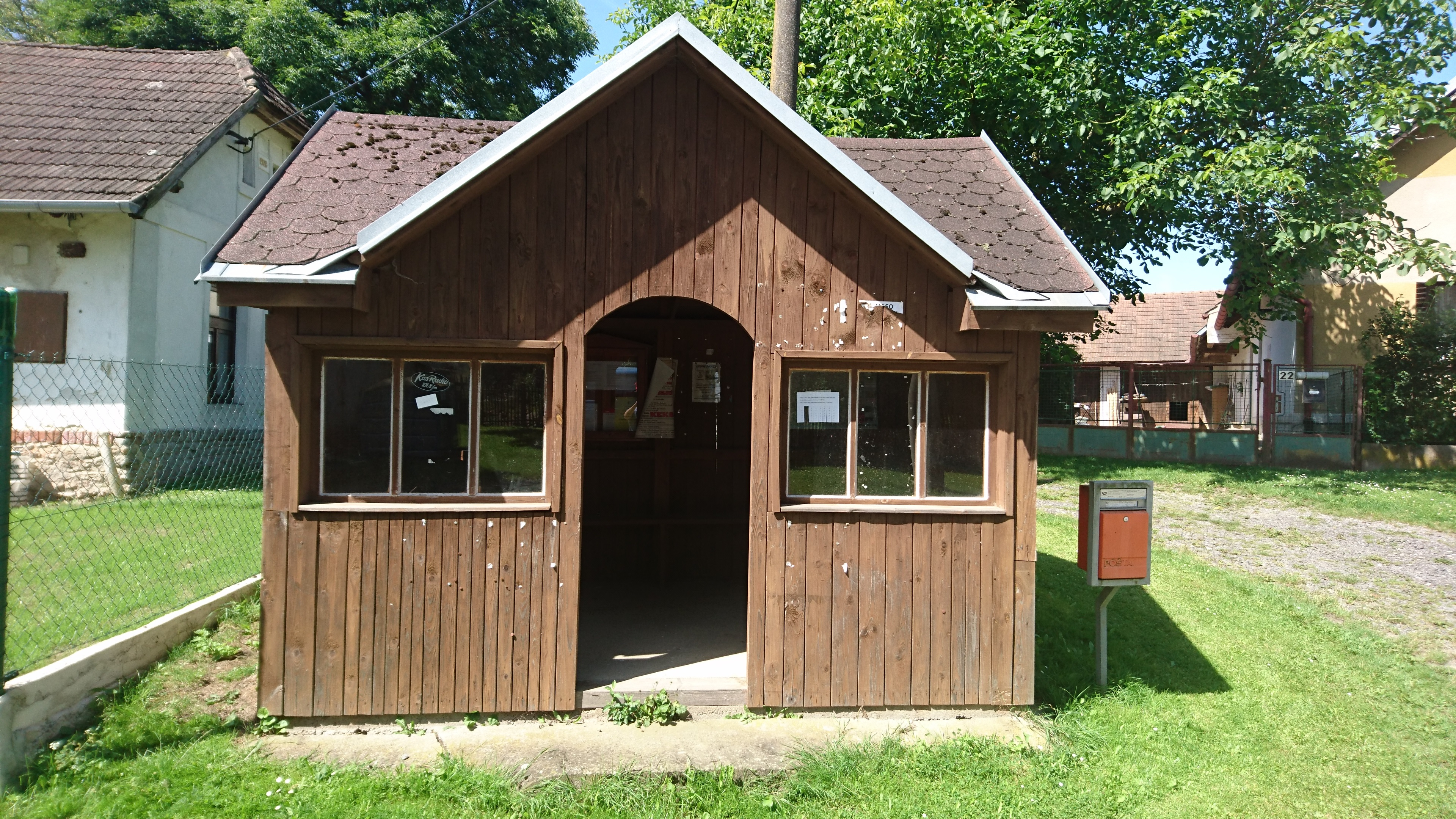
Autobusová zastávka
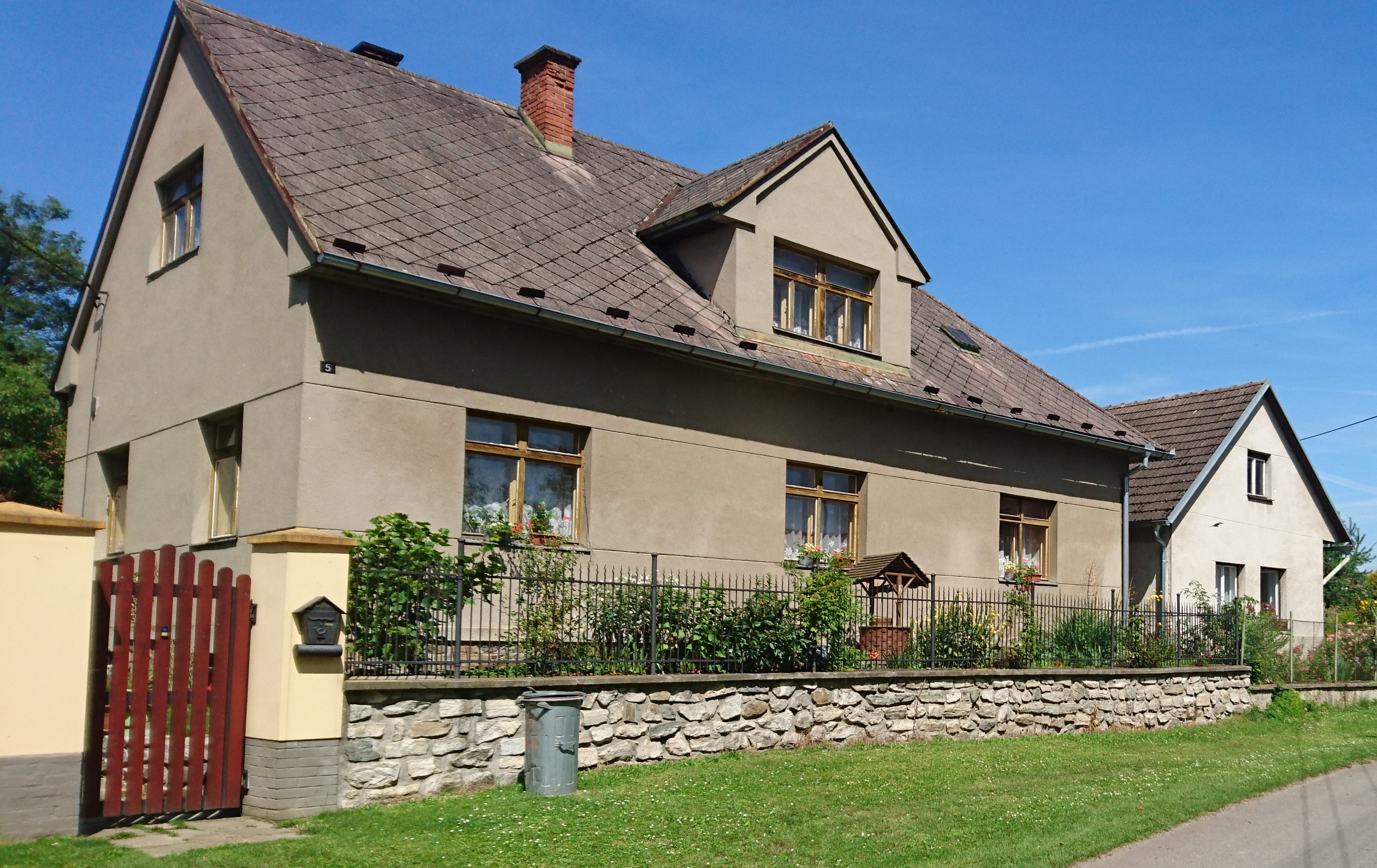
Dům čp. 10